# Käsestraße Bregenzerwald

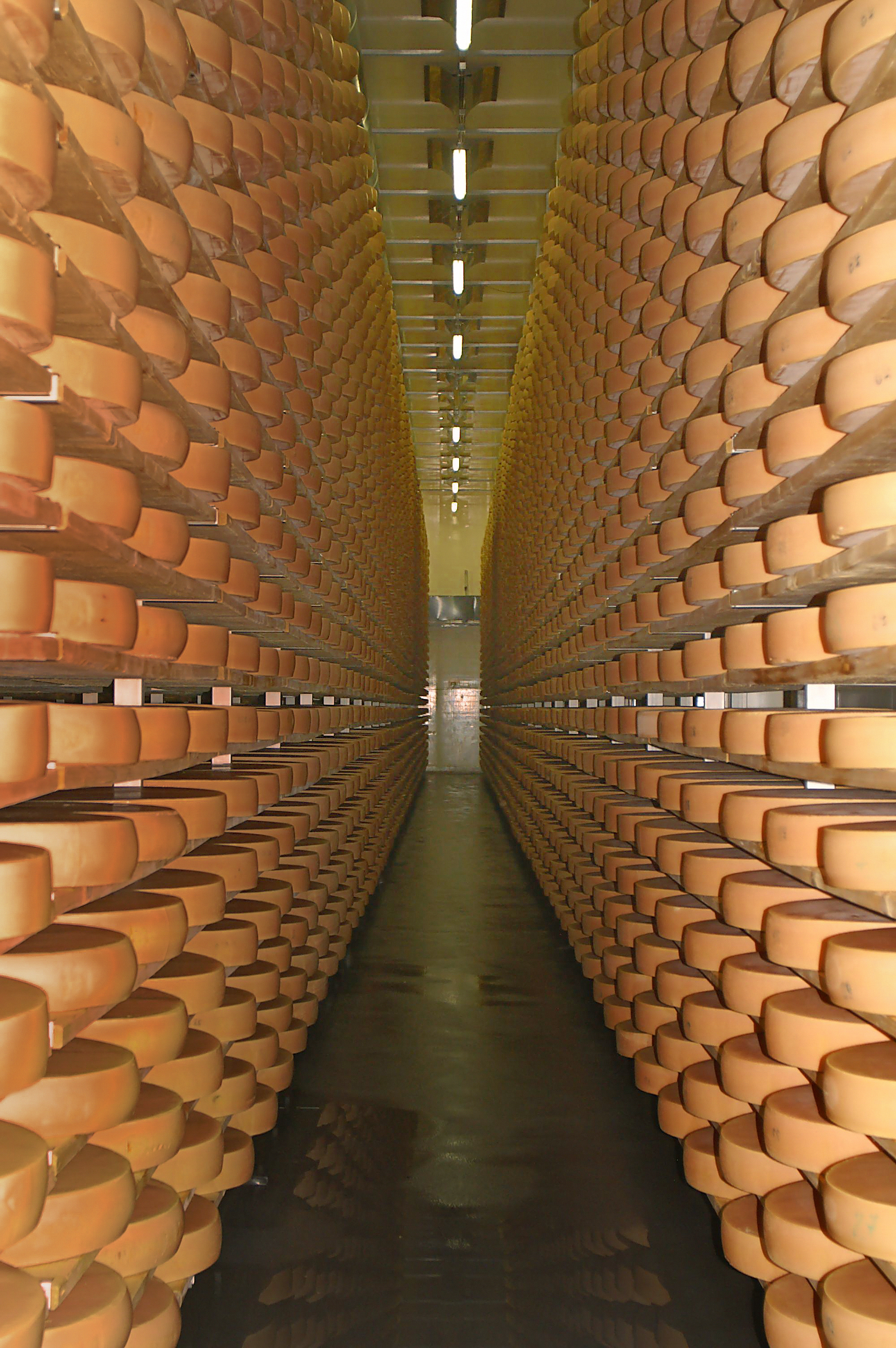
Kaaskelder in Lingenau in het Bregenzerwald

De Käsestraße Bregenzerwald (letterlijk "kaasstraat") is een samenwerkingsverband van boeren, melkboeren, ambachtslieden, gastronomen en ondernemingen in het Bregenzerwald in de Oostenrijkse deelstaat Vorarlberg.
De leden en partners dragen bij tot het in stand houden van de kleinschalige landbouw en de diversiteit van lokale producten in het Bregenzerwald. De Käsestraße Bregenzerwald heeft inmiddels ongeveer 180 leden.

## Geografie
Het beginpunt van de Käsestraße Bregenzerwald is Bregenz, dan loopt ze langs alle dorpen van de Bregenzerwaldstraße L 200 in het Alpiene gebied. De kaasboeren brengen de verse melk met kabelspoor of auto naar de straat, waar transportwagens de melk meenemen. In de buurt van Hittisau wordt de melk verder verwerkt.

## Geschiedenis
Toen Oostenrijk in 1994 tot de Europese Unie toetrad, vreesden verschillende Vorarlbergse organisaties voor een daling van de omzet van kleinschalige boerenbedrijven. Om dit te voorkomen en om de samenwerking tussen Vorarlbergse bedrijven te versterken werd de oprichting van de Käsestraße overwogen. Vanaf 1995 daalden de prijzen voor kaas tot 40 procent op grond van de EU-lidmaatschap en de opheffing van de marktordening. Enige Vorarlbergse boeren beslisten om hun boerderijen uit te breiden en hun producten ter plekke te verkopen. In 1996 werd uiteindelijk de Käsestraße gesticht om de regionale ontwikkeling te bevorderen. Dankzij het regionale steunprogramma LEADER II van de Europese Unie worden sinds 1997 de economische structuren in het Bregenzerwald verbeterd en gestabiliseerd.
Sinds 1993 vinden in Schwarzenberg jaarlijks in september prijsuitreikingen plaats. Tot 90 herdershutten strijden met 170 producten mee om voor de beste Bergkaas en Alpenkaas te worden bekroond.
Tegenwoordig produceren meer dan 1.000 boerderijen in het Bregenzerwald met 13.000 koeien over 45 miljoen kilogram melk per jaar. Er wordt meer dan 4.500 ton kaas geproduceerd, vooral de Bregenzerwälder Bergkäse en Alpkäse, Emmentaler, en verse Sura Kees.
Het Bregenzerwald is de grootste aaneengesloten EU-regio waar silovrije melk wordt geproduceerd. De Käsestraße Bregenzerwald is een van de grootste aaneengesloten hooimelkregio's van Europa. Slechts ongeveer 3 procent van de boeren in de EU produceert nog silovrije melk.

## Fotogalerij

Kaasplankje met Vorarlbergse kaas
Kaaswinkel in Schwarzenberg
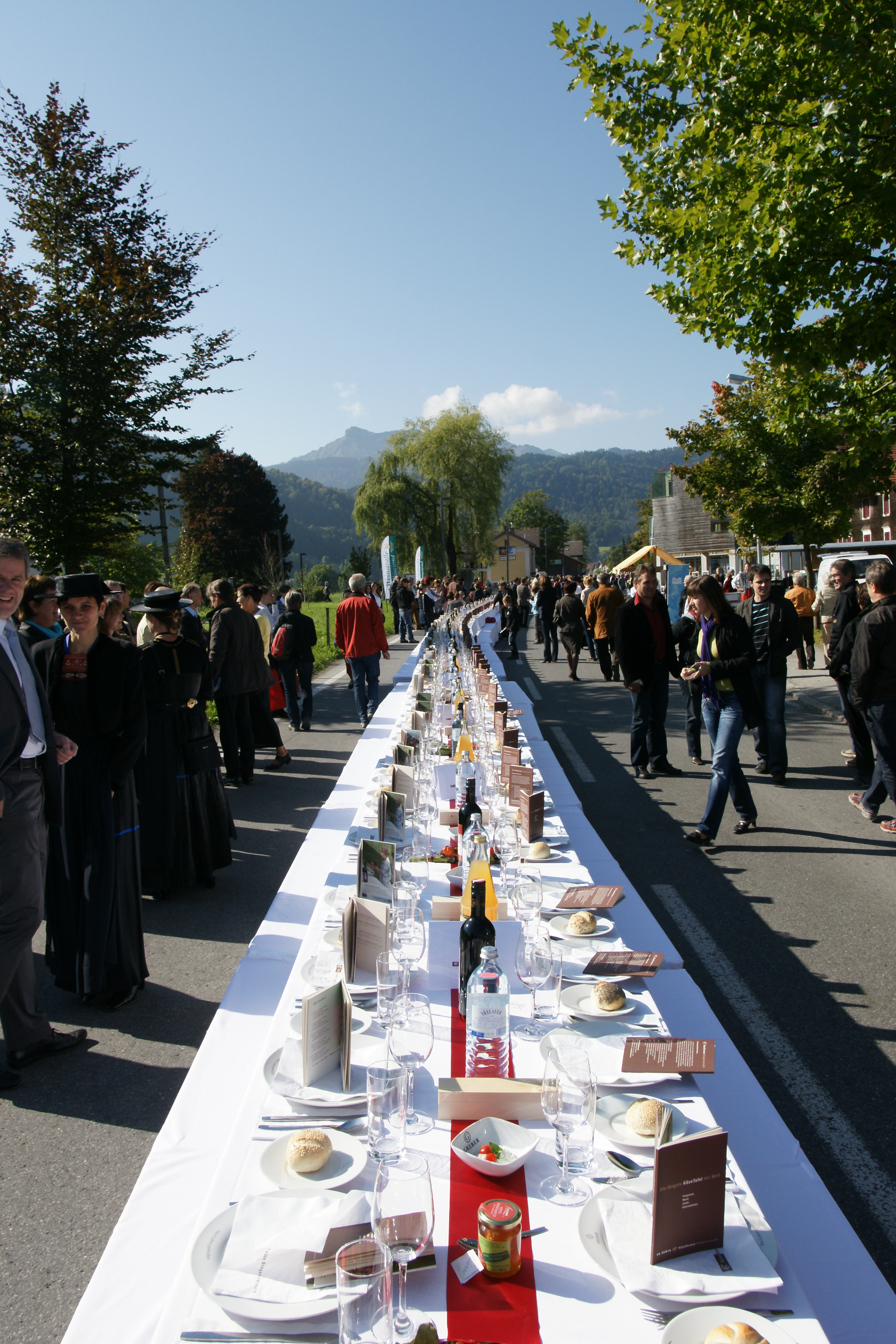
De langste kaastafel ter wereld (in het Guinness Book of the Records ongeveer 500 m) werd op 31 mei 2008 gedekt ter gelegenheid van het 10-jarig jubileum van de Käsestraße Bregenzerwald in Andelsbuch voor ongeveer 2,000 gasten.